# Parque nacional Montes de la Frontera
Montes de la Frontera (Border Ranges) es un parque nacional en Nueva Gales del Sur en la frontera norte con Queensland (Australia), ubicado a 150 km al sur de Brisbane, al norte de Kyogle.
El parque está incluido dentro de la lista de sitios naturales del Patrimonio de la Humanidad de la Unesco bajo la denominación conjunta Bosques húmedos Gondwana de Australia. Es una gran área de desierto que protege la selva virgen y sus plantas y animales únicos relacionados con el antiguo supercontinente de Gondwana.

## Geología
La región de los Montes de la Frontera que incluye las cadenas montañosas McPherson y Tweed y las mesetas Lamington y Levers, se formó debido a la erosión del volcán Tweed a lo largo de los años. En el parque se observa gran número de cuellos volcánicos. El parque contiene zonas extensas de  Hayas de cabeza de negro, El parque ofrece un circuito de 64 km de vía pavimentada a través de la selvas húmedas, subtropicales frías y templadas. El área fue ampliamente explotada durante el siglo XX, proveyendo madera para los aserraderos locales. La carretera Lions y la vía férrea entre Sídney y Brisbane pasan a través del parque.